# Traversella
Traversella là một đô thị ở tỉnh Torino trong vùng Piedmont, có vị trí cách khoảng 50 km về phía bắc của Torino, nước Ý. Tại thời điểm ngày 31 tháng 12 năm 2004, đô thị này có dân số 372 người và diện tích là 39.4 km².
Đô thị Traversella có các frazioni (các đơn vị trực thuộc, chủ yếu là các làng) Chiara, Cappia, Succinto, Delpizzen, Cantoncello, Fondo, và Tallorno.
Traversella giáp các đô thị: Pontboset, Donnas, Valprato Soana, Quincinetto, Ronco Canavese, Tavagnasco, Brosso, Trausella, Meugliano, Ingria, Frassinetto, Vico Canavese, và Castelnuovo Nigra.